# Harmadik bregai csata
A harmadik bregai csata egy, Brega ellenőrzéséért folytatott csata volt az első líbiai polgárháború idején az országot irányító Moammer Kadhafi katonái és az ellenzék felkelői között.

## Előzmények
Március végén a felkelők hatékonyan nyomultak előre a Szidra-öböl partján a március végi offenzívában, azonban később a kormány katonái visszaszorították őket. Az elején Adzsdábijából indulva 300 kilométernyit nyomultak előre, és 120 kilométerre megközelítették Kadhafi szülővárosát, Szurtot. Itt azonban a hadsereg ellentámadásba lendült, és március 30-án ismét ott voltak, ahonnét az offenzíva elején elindultak. Bregát a kormány még azon az éjszakán visszafoglalta.

## A csata

### Március 31.
Reggel a felkelők ellentámadásba lendültek. Megpróbálták a városból kiszorítani a hadsereg tagjait. Az első támadás csak öt percig tartott. Mivel a katonák erre válaszul tüzérséggel támadták meg az állásaikat, gyorsan vissza kellett vonulniuk. Késő délután a koalíció erői vették célkeresztbe a Brega környékén állomásozó lojalistákat. A koalíciós repülőgépek védőernyője alatt a felkelők ismét megpróbáltak betörni Bregába. Városszerte fegyverropogást lehetett hallani a felkelők és a katonák között. A nap végére heves tűzprábaj után a kormány sikeresen megőrizte a város feletti irányítást.

### Április 1.
A felkelők tapasztaltabb lövészeket és nehézfegyverzetet vonultattak fel a frontvonalon. A csapatok azonban még így is kiképzetlennek, és gyéren felfegyverzettnek számítottak. Este a koalíció légiereje megsemmisített egy Adzsdábijából Bregába tartó konvojt. 14 ember vesztette életét. Eközben a kormány katonái szétkergették azokat a felkelőket, akik bejutottak Bregai Egyetem épületegyüttesébe. Itt sok katona gyűlt össze, így a felkelők még visszavonulás közben is több harcosukat elvesztették.

### Április 2.
A felkelők hajnalban megpróbáltak áttörni a város keleti kapuján. A terület jelentős részét ezután már ők ellenőrizték. Ez csak addig tartott, míg a kormány tüzérsége rajtuk nem csapott, és össze nem vonták a csapatokat egy keleti ellenőrző pontnál. Ezután még egyszer megkíséreltek bejutni a város belsejébe. Az egyetem környéké azonban sok, a kormányhoz hű katona gyűlt össze. Ez a kísérlet is kudarcba fulladt.

### Április 3.
Reggel a felkelők megpróbálták elfoglalni az egyetemet, és megtámadták az ipari parkot is. Még az útszéli bányákat is elfoglalták. A harcok végére azonban a felkelők egy csoportja 30–35 kilométernyire elhagyta a várost. A képzettebbek azonban Bregának a katonák által körülzárt és tüzérségi fegyverekkel bombázott területén még csatákat vívtak. Estére patthelyzet alakult ki, és a felkelők a kelet felé vezető úton a NATO egy újabb beavatkozására vártak. Azt akarták, hogy a koalíció támadja meg a lojalisták bregai állásait. Azonban annak a pár csapásnak, amit a légierő végrehajtott, ha volt is hatása, az nagyon csekélynek mondható. Szemtanúk szerint páncélozott teherautóvak „nyugatiak” érkeztek a bregai frontvonalra, akik a felkelőket támogatták. Ezzel nőtt a lehetősége annak, hogy nyugatról katonai kiképzőket küldenek a helyszínre.
A kormányhoz hű katonák egy csoportja Brega egyeteme körül, az óvárostól két kilométerre gyülekezett, de a felkelőket a légi támadások miatt nem tudták körbe keríteni. Ehelyett beásták magukat az állásaikba, és a város körül egy véderőt hoztak létre. A felkelők ezen keresztül nem tudtak áthatolni, hogy bejuthassanak a védett területre.

### Április 4.
Április 4-én a felkelők ismét támadásba lendültek, és megpróbálták elfoglalni az úgynevezett Újbrega területét, ami nem más, mint a városmagtól 9 kilométerre keltre fekvő lakóövezeti rész. A belváros az egyetemmel, az ipari parkkal, a kikötővel és az olajfinomítóval azonban még mindig a katonák kezén volt. Az egyetem környékén folytatódtak a csatározások. A felkelők egy kilométernyire megközelítették az épületeket. Ezután viszont a kormány katonái Brega óvárosa felől tüzérségi támadást indítottak. Emiatt ismét vissza kellett vonulniuk.
Később azonban visszatértek a felkelők, és két fronton indítottak támadást. Az egyiket az egyetem, a másikat az ipari park környékén nyitották meg. A felkelők nem tudták megtartani az Újbregában megszerzett állásaikat. Itt is éppoly nagy erőfeszítésekkel küzdöttek a kormány katonái ellen, mint a többi területen. Az ellenzék egyik parancsnoka szerint legalább 50 autónyi kormányhoz hű katona maradt még Bregában.
Este Újbrega a felkelők kezén volt. Az egyetem és Brega óvárosa a kormány ellenőrzése alatt maradt. Megkezdték Újbrega lakosságának az evakuálását.

### Április 5.
Másnap, egy egész éjszakás harc után a felkelők a város határában, a külvárosokban találták magukat. Míg éjszaka a felkelők pihentek, a katonaság kihasználta az időt, és olyan harcállásokat épített ki, melyek segítségével ki tudták űzni a területről a felkelőket. További céljuk a frontvonalak bevétele volt. A felkelők a város keleti végétől 9 kilométernyire visszavonultak. Itt készültek a következő támadásra. Ekzben a katonaság nyolc kocsijából álló konvoja megközelítette az állásaikat. Légitámadást indítottak ellenük, melyben két autó megsemmisült. A maradék hat visszafordult Brega felé. Az AFP egyik tudósítója megerősítette mások híreit, melyek szerint az út mentén nem találtak holttesteket. Miközben a felkelők örültek a légi támadás sikerének, a kormány tüzérséggel támadta meg az ellenzéket, és Bregától 20 kilométernyire kergette elő őket Adzsdábija irányába.
Délután a felkelők oldalán harcoló 36. Saaiqa zászlóalj Grad rakétákat lőtt ki a Brega és Adzsdábija között fekvő kis faluban – al-Arbaeenben – állásokat kiépítő kormánykatonákra. Erre válaszul a katonaság is támadott. Itt a felkelők egy csoportját találta el rakéta. Többen meghaltak. Az Átmeneti Nemzeti Tanács szóvivője és az Al Jazeera tudósítója egyaránt megerősítette, hogy a reggeli tüzérségi támadás eredményeképp egész Brega a kormány kezére került. Másnp a BBC tudósítója is arról számolt be, hogy a kormány heves és tartós tüzérségi támadása egészen Adzsdábija határáig szorította vissza a felkelőket.

### Április 6.
A harcok folytatásaképp a felkelők visszaszerezték al-Arbaeent, és Brega külvárosaiban újra egy támadásra készültek. A CNN jelentése szerint a felkelők az Adzsdabiját Bregával összekötő 40 kilométeres útból megpróbáltak 10 kilométernyit visszaszerezni maguknak.

### Április 7.
Éjjel a felkelők 17 tankot állítottak hadrendbe a Bregától keletre húzódó frontvonalnál. Reggel azonban egy NATO-támadás a felkelők állásait vette tűz alá. Három tankot megsemmisítettek, 10–13 felkelő meghalt, 14–22 lázadó megsebesült. További két tankot megrongáltak. A légitámadás után a kormány katonái tüzérségi támadást indítottak. Végül az ostromlóknak el kellett hagyniuk Brega környékét.
A felkelők később arra gondoltak, hogy a támadást Kadhafi egy olyan kisméretű gépe hajtotta végre, melyet a radarok nem érzékeltek. Az Nemzeti Átmeneti Tanács szerint a támadás annak a jele, hogy Kadhafi nem tartja be a légtérzárat. A légitámadás után a kormány katonái egészen Adzsdábijáig űzték vissza a felkelőket. Több felkelő már el akarta hagyni a várost, Olyan hírek keltek szárnyra, melyek szerint Kadhafi csapatai a város elleni támadásra készülnek. Estig a kormány csapatai 25 kilométernyire megközelítették Adzsdábiját, és rakétákkal kezdték lőni a várost.

## Következmények
Április 8-ra a legtöbb civil lakos elhagyta a még mindig a felkelők kezén lévő Adzsdábiját, A NATO bejelentette, hogy ők a felelősek a tankokatr ért légi támadás miatt, é. Tettüket azzal magyarázták, hogy „nem voltak elég figyelmesek, és nem tudtak a felkelők tankjairól”. A nap folyamán Ladhafi seregei kihasnálták a NATO keltette pánikot, és 25 kilométerre megközelítették Adzsdábiját. Két hét elteltével ismét a város kapujánál érezhették magukat.